# Joker (película)
Joker es una película de suspense psicológico estadounidense de 2019 dirigida y producida por Todd Phillips, quien coescribió el guion con Scott Silver. La película, basada en personajes de DC Comics, está protagonizada por Joaquin Phoenix como El Joker y proporciona una historia alternativa del origen del personaje. Ambientada en 1981, sigue a Arthur Fleck, un payaso fracasado y comediante cuyo descenso a la locura y el nihilismo inspira una violenta revolución contracultural contra los ricos en una Gotham City en decadencia. Robert De Niro, Zazie Beetz, Frances Conroy, Brett Cullen, Glenn Fleshler, Bill Camp, Shea Whigham y Marc Maron aparecen en papeles secundarios. Fue producida por Warner Bros. Pictures, DC Films y Joint Effort, en asociación con Bron Creative y Village Roadshow Pictures, y distribuida por Warner Bros. Es la primera película de acción en vivo de Batman en recibir una calificación R e  EE. UU. El 27 de octubre de 2019 se convirtió en la película con clasificación R más taquillera de la historia, superando a Deadpool. El 15 de noviembre de 2019 se convirtió en la primera película de clasificación R en superar los 1.000 millones en taquilla.
Phillips concibió la película en 2016 y escribió el guion con Silver a lo largo de 2017. Los dos se inspiraron en los estudios de personajes de la década de 1970 y las películas de Martin Scorsese (particularmente Taxi Driver y El rey de la comedia), que inicialmente se unió al proyecto como productor. La novela gráfica Batman: The Killing Joke (1988) fue la base de la premisa, pero Phillips y Silver no buscaron inspiración en cómics específicos. Joaquin Phoenix se unió en febrero de 2018 y fue elegido para el rol en julio, mientras que la mayoría del elenco firmó en agosto. El rodaje principal se realizó en Nueva York, Jersey City y Newark, de septiembre a diciembre de 2018. 
Se estrenó en el 76° Festival Internacional de Cine de Venecia el 31 de agosto de 2019, donde ganó el León de Oro, y fue lanzada en los Estados Unidos el 4 de octubre de 2019. La película polarizó a los críticos; mientras que la actuación de Phoenix, la dirección de Phillips, la partitura musical, la cinematografía y los valores de producción fueron elogiados, el tono oscuro, la descripción de la enfermedad mental y el manejo de la violencia dividieron las respuestas. También generó preocupación por inspirar violencia en el mundo real: el cine donde se produjo el tiroteo masivo en 2012 en Aurora, Colorado, durante una proyección de The Dark Knight Rises se negó a mostrarla. Por lo que se considera una de las películas más oscuras & polémicas de Warner Bros. A pesar de esto, la película se convirtió en un gran éxito de taquilla, estableciendo récords para un estreno en octubre. Ha recaudado más de mil millones de dólares, por lo que es la primera película con clasificación R en hacerlo, la séptima película más taquillera de 2019 y la 40a película más taquillera de todos los tiempos. 
Ha recibido varios elogios. En la 77.ª edición de los Golden Globe Awards tuvo 11 candidaturas, y obtuvo dos galardones: Mejor Banda Sonora para Hildur Guðnadóttir y Mejor actor para Phoenix. La película también tuvo 11 candidaturas en la 73.ª edición de los Premios de la Academia Británica de Cine, incluyendo mejor película, mejor director y mejor actor por Phoenix. 
Fue la película con mayor número de nominaciones en el año de estreno, y a la fecha es la película inspirada en cómics más veces propuesta como candidata a premios, seguida por The Dark Knight (2008).
Su secuela Joker: Folie à Deux se estrenó, en los Estados Unidos, el 4 de octubre del 2024 por Warner Bros. Pictures.

## Argumento

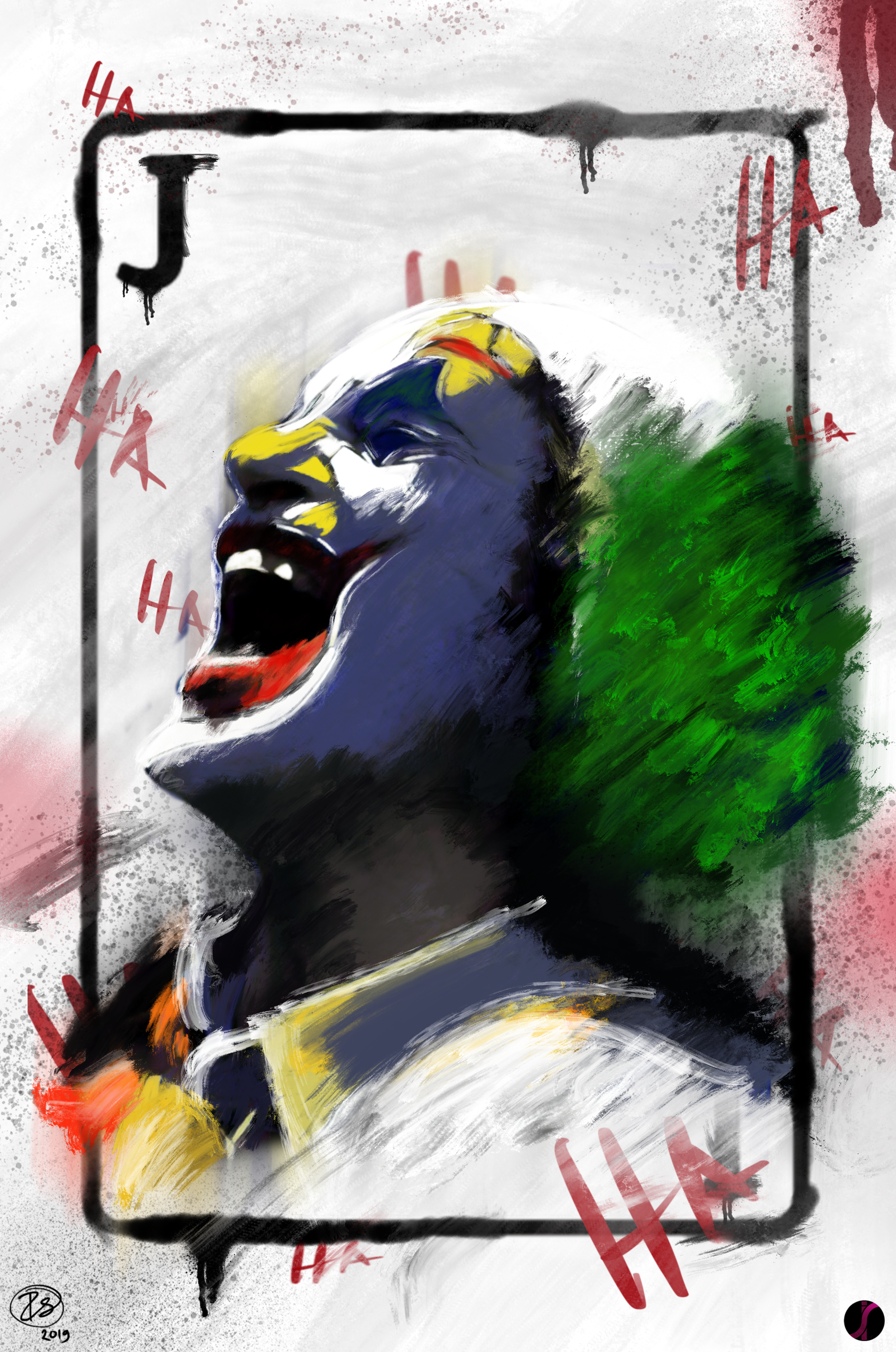
El personaje de Arthur Fleck (Joker) tiene un trastorno que le hace reír descontroladamente llamado trastorno pseudobulbar o risa patológica. Phoenix empleó una variedad de risas, casi dolorosas, y resoplidos en tono histérico.

La historia transcurre en la ciudad de Gotham en 1981.
Arthur Fleck trabaja como payaso de fiesta para una empresa llamada Ha-Ha's. Lucha con una depresión severa, pero encuentra cierto optimismo al actuar para otros y tratar de hacer reír a la gente. Trabaja anunciando una tienda en la calle, bailando y agitando un cartel. En una de esas ocasiones, el letrero es arrebatado por un grupo de adolescentes punk, lo que lo lleva a perseguirlos hasta un callejón. Le rompen el cartel en la cara y lo patean sin piedad mientras está caído.
Arthur vuelve a su casa en un conjunto de apartamentos de gran altura, donde vive con su madre enferma, Penny. Después de la cena, se sientan y miran un programa de televisión con el presentador Murray Franklin. Se imagina a sí mismo actuando en el programa y llamando la atención de Murray. En su fantasía, encanta a la audiencia y a Murray diciéndoles que cuida a su madre. Murray se identifica con Arthur y lo invita a subir al escenario frente a todos, donde se dan un abrazo. Se revela que Penny solía trabajar para Thomas Wayne y está obsesionada con el millonario y actualmente le ha estado escribiendo para tratar de mejorar su situación de vida.
En Ha-Ha's, su compañero de trabajo Randall le da a Arthur un arma para protegerse después de enterarse del incidente del atraco. Arthur se siente a la vez reacio y aliviado de recibir un regalo así, ya que las armas de fuego están prohibidas en el trabajo, pero pronto descubre que su confianza crece después de recibir el arma. Sin embargo, poco después de esto, se enfrenta a su frío e insensible jefe, quien lo reprende por perder el letrero y se lo descuenta de su salario. Arthur responde solo con una sonrisa amarga.
Luego conoce y se enamora de una de sus vecinas, una madre soltera llamada Sophie Dumond. Ella le habla cortésmente sobre temas con los que él puede identificarse. Sin embargo, mientras trata de impresionarla, él parece incómodo y fuera de lugar. En un momento se le ve pasar el día siguiéndola. Más tarde, ella pasa por su apartamento y le pregunta si la estaba siguiendo, y él admite que sí, pero ella no parece desanimarse por eso. Él la invita a un espectáculo de stand-up comedy en el que actúa. Ella duda, pero su encanto y sentido del humor la conquistan. 
Arthur va al club de la comedia para su actuación. Observa a los comediantes actuar para comprender mejor el oficio, pero se siente más incómodo y ajeno ya que su risa exagerada no es sincera. Su nerviosismo lo consume y, como mecanismo de afrontamiento, sin querer se encuentra riendo tan fuerte que apenas puede hablar frente al micrófono. Luego comienza a entrar en su rutina que no saca ninguna risa en el público. Sophie se divisa entre el público, y es la única que se ríe de los chistes de Arthur. Esto le da el consuelo que necesita para seguir bromeando a pesar de su tormento y confusión internos.
Va a un hospital infantil para entretener a los pacientes con una rutina de payaso inocente y musical. Lleva su arma y se le cae al suelo mientras canta «If you're happy and you know it», creando una tensión en el espectador pues podría ser una broma fuera de lugar o, como resulta ser, una transgresión muy clara. Su jefe le regaña por esto, ante lo cual él suplica una segunda oportunidad, pero su jefe se la niega y lo despide por teléfono. Para colmo, Randall lo traiciona al afirmar que Arthur fue quien consiguió el arma. En el viaje en tren subterráneo a casa desde Ha-Ha's disfrazado de payaso, ve a tres tipos jóvenes borrachos de Wall Street que trabajan para Wayne Enterprises acosando a una mujer. Comienza a reír sin querer y llama la atención de los hombres, mientras la mujer huye de ese vagón. Los hombres se acercan a Arthur y se burlan de él y de su risa involuntaria antes de comenzar a golpearlo. Se defiende, pero los acosadores lo rodean y golpean duramente. Después de recibir patadas y puñetazos, Arthur saca su arma y mata a dos de ellos dentro del tren antes de seguir al último tipo por el andén y acribillarlo en las escaleras de una estación desierta.
En estado de shock por lo que acaba de hacer, se esconde en un baño público para hombres. Después de un momento de pausa frenética, siente que una fuerza crece dentro de él y comienza a bailar solo. En ese momento, se ve en el espejo sucio como un payaso maltratado y manchado y, sin embargo, poderoso y comienza a disfrutarlo. Esconde el arma y luego regresa a su casa donde se encuentra con Sophie y la besa por primera vez.
La noticia de los tres asesinatos se difunde; algunos lo ven como un ataque delictual, mientras que otros apoyan el acto por atribuirle una protesta contra los ricos de Gotham. Thomas Wayne habla y lo condena, etiquetando a la clase baja como «payasos», lo que se convierte en un símbolo con que el pueblo se identifica fácilmente. Al día siguiente, Arthur limpia su casillero en Ha Ha's, pero no antes de enfrontarse a Randall por traicionarlo y de romper el reloj control de la empresa. Luego se va, sintiéndose animado y libre. Las noticias muestran a los payasos alborotadores protestando y causando problemas por toda la ciudad, condenando a los más privilegiados. Ve que, sin querer. ha causado todo esto y comienza a ver su verdadero potencial, lo que le deja genuinamente encantado.
Luego encuentra una de las cartas de Penny a Thomas, que indica que él sería el hijo de Thomas. Va a Wayne Manor, donde conoce al joven Bruce Wayne. Después de realizar un truco de magia para Bruce, mete las manos a través de la puerta y lo obliga a sonreír en una imagen que sugiere una agresión al niño, dándose cuenta de que podrían ser hermanos. Sin embargo Alfred Pennyworth viene a intervenir y decirle a Arthur que se vaya. Arthur menciona a su madre y su relación con Thomas. Alfred dice que recuerda a Penny, pero que ella le estaba mintiendo. Entonces ataca y casi estrangula a Alfred a través de los barrotes, pero luego se da cuenta de que Bruce lo está mirando. Arthur huye de las instalaciones de Wayne.
No mucho después, Penny enferma y es hospitalizada. Sophie se sienta junto a él mientras él atiende a su madre. En el hospital ve que el programa de televisión de Murray está reproduciendo un clip de su rutina de stand-up que se ha viralizado, pero le duele ver que Murray solo lo difunde para burlarse de él. Al día siguiente, dos detectives llamados Burke y Garrity del Departamento de Policía de Gotham City, van al apartamento de Arthur para interrogarlo sobre los asesinatos en el metro debido a la noticia de que el sospechoso estaba maquillado de payaso, y saben que Arthur perdió su trabajo ese mismo día. Él niega cualquier participación y consigue que los detectives se vayan.
Esa noche, se encuentra con Thomas Wayne en un evento público de teatro. Se infiltra en el teatro haciéndose pasar por un ujier. Sigue a Thomas Wayne al baño de hombres y trata de enfrentarse a él con la hipótesis de que él sea su padre, y le menciona a Penny a quien Thomas también recuerda. Si bien Thomas reconoce que Penny solía trabajar para él como parte de su personal de limpieza, dice que ella estaba delirando y que no hay forma de que él pueda ser su hijo. Thomas también explica que Penny nunca le dijo a Arthur que era adoptado, lo que Arthur rechaza rotundamente antes de reírse incontrolablemente en la cara de Thomas, quien, sin darse cuenta de la condición de Arthur, se pone a la defensiva y lo golpea en la cara antes de que lo saquen del edificio. Vuelve a casa, donde se tortura a sí mismo golpeándose la cabeza contra el frigorífico en un ataque de ansiedad.
Luego recibe una llamada telefónica de un representante del programa de Murray. Se le invita a aparecer como invitado, lo que acepta de mala gana. Después de estudiar otras entrevistas en el programa de comedia, decide suicidarse frente a la audiencia en vivo, pensando que los hará reír en una mezcla propia del personaje entre comicidad, nihilismo y psicopatía. En busca de pruebas contundentes sobre quién fue su madre, Arthur va al Hospital Estatal de Arkham, habla con un empleado llamado Carl que tiene una carpeta con material clínico sobre Penny. Cuando Carl dice que no puede darle la información que quiere, éste le arrebata el archivo y sale corriendo a leerlo. Una vez lejos y escondido en el hueco de una escalera,  abre los documentos y los lee, descubriendo que Thomas decía la verdad de acuerdo a los documentos. La realidad es que Penny adoptó a Arthur después de que lo encontraran abandonado cuando era un bebé, y ella lo maltrató, lo ató a un radiador y lo golpeó junto a su abusivo novio. Una parte del archivo menciona que Arthur tiene una lesión en la cabeza, que probablemente sea lo que causó su síntoma de risa incontrolada.
Vuelve a casa e irrumpe en el apartamento de Sophie. Ella lo ve y está aterrorizada, pidiéndole que se vaya por el bien de su hija. Arthur le pregunta si alguna vez ha tenido «un día realmente malo», a lo que ella responde que ni siquiera lo conoce. A través de esto, se revela al espectador que las escenas previas con Sophie corresponden a alucinaciones de Arthur, quien, quebrantado y frustrado, se disculpa por su intrusión y deja ir a Sophie, que sale furiosa de su apartamento. Arthur vuelve al hospital y le dice a Penny que pensó que su vida era una tragedia, pero ve que es una «jodida comedia». Con eso, asfixia a Penny hasta matarla.
Comienza a prepararse para su aparición en el programa de Murray y se pinta la cara de blanco. Randall y otro antiguo compañero de trabajo, un enano llamado Gary, lo visitan y ofrecen sus condolencias después de enterarse de la muerte de Penny, pero luego Randall comienza a mencionar que los policías Burke y Garrity fueron a sus casas para interrogarlos sobre los asesinatos en el metro. Se da cuenta de que Randall solo está buscando una manera de usarlo para protegerse y luego lo apuñala brutalmente dos veces en la cara antes de estrellarle la cabeza contra la pared. Gary, aterrorizado, cuestiona las acciones de Arthur y ruega que lo deje ir. Arthur acepta antes de asustarlo juguetonamente como una broma. Gary intenta abrir la cerradura de la puerta de salida, pero no puede debido a su altura. Gary le ruega a que le abra la puerta a lo que Arthur accede de inmediato, deteniéndose una vez para agradecer a Gary por ser la única persona en su vida que fue amable con él, lo que resulta inverosímil a partir del grado de violencia con que acaba de matar a Randall y el miedo que infunde su falta de límites. Arthur besa a Gary en la frente y lo deja ir.
Ya caracterizado, Arthur abandona su apartamento. Luego baja las escaleras bailando mientras se fuma un cigarrillo. Burke y Garrity encuentran a Arthur bailando en la calle y se acercan para arrestarlo. Él corre y lo persiguen hasta el tren subterráneo donde docenas de otros ciudadanos de Gotham están vestidos como payasos después de inspirarse en los asesinatos. Oculta su cara con una máscara de payaso que le roba a un manifestante y, sin darse cuenta, comienza una pelea en los vagones del tren. Mientras los detectives persiguen a Arthur, un payaso se interpone en el camino y Burke lo mata accidentalmente a tiros cuando luchan con su arma. Los payasos sacan a los detectives del metro y comienzan a golpearlos sin descanso, lo que le permite a Arthur escapar, escabulléndose sin problemas entre las fuerzas policiales que pululan por el área.
Al llegar a la estación de televisión donde se dirige, se encuentra con Murray y su agente Gene. Antes de continuar, le pide a Murray que lo presente como "Joker", ya que Murray se refirió a él como tal cuando reprodujo su vídeo viral. Murray le pregunta a Arthur si su maquillaje de payaso tiene alguna agenda política detrás, a lo que Arthur responde: «No creo en eso. No creo en nada». Mientras espera a que lo presenten, Arthur ve a Murray transmitiendo un clip de Arthur sufriendo mientras trata de contar un chiste sin éxito. Esto hace que la disposición y los planes de autoeliminación de Arthur cambien, y luego sale bailando hacia el centro de atención.
Tras las secciones estrella del programa, Arthur sale a escena y se presenta ante el público. Con torpeza, le cuenta un chiste cruel a Murray, quien le reprocha el tono inadecuado en el programa. Después de enfrentarse a otra invitada del programa, Arthur sube la tensión al relatar a la audiencia que él es el responsable del triple asesinato del metro. Murray y su público se dan cuenta rápidamente de que Arthur habla en serio cuando responde desafiante que le parece que las muertes fueron justificadas y en defensa propia. Arthur argumenta que la audiencia, una representación de la élite, determina lo que es bueno o malo del mismo modo que arbitra qué es gracioso o no. Esta postura nihilista de Joker anticipa que está decidido a hacer un punto moral mediante la violencia, a lo que Murray reacciona escéptico. Joker reclama ante el abucheo del público que ellos solo se preocupan por las víctimas porque Thomas Wayne habló por ellos, y no por la violencia, pues si cualquier otra persona como él fuese la agredida, sería ignorada por ese mismo público. Murray y la audiencia se enfadan aún más con él por justificar sus actos crueles a partir de sus propias miserias, debilidades y penurias, pero él escala otra vez la tensión queriendo contar un chiste, pero en vez de eso le pregunta de forma retórica cual sería el resultado de lo que él mismo siente, solo para que Murray intente acallarlo antes de llamar a la policía. Arthur, enfurecido, acaba pegándole un tiro y matándolo. La audiencia huye aterrorizada y la noticia del asesinato inmediatamente se transmite en todos los canales. Arthur se ríe, orgulloso de lo que acaba de hacer.
Gotham ahora está invadida por ciudadanos disfrazados de payasos después de enterarse de lo que hizo Arthur. Los Wayne salen de una sala de cine y se encuentran un caos total en las calles. Thomas lleva a su esposa Martha y su hijo Bruce a un callejón, pero un alborotador los sigue y le dice a Thomas que está a punto de recibir lo que se merece, parafraseando a Arthur. Con eso, mata a Thomas y Martha a tiros frente a Bruce.
Mientras tanto, Arthur ha sido arrestado y se lo lleva la policía. Mira por la ventana y se ríe alegremente al ver la destrucción y el caos que ha causado en su sangriento estreno como figura pública, asesino despiadado e imagen de las víctimas del sistema. En ese momento, los payasos en una ambulancia embisten el coche, matan a los policías y liberan a Arthur, quien está herido e inconsciente tras el choque. Cuando se despierta, se encuentra rodeado por una multitud de manifestantes, saqueadores y lumpen anónimo que lo vitorea usando máscaras de payaso. Luego, los alborotadores animan a Arthur mientras se incorpora sobre un coche. Él baila con sus vítores y luego se detiene, descubriendo que su nariz está sangrando profusamente. Luego se unta la sangre en el labio superior y sonríe antes de pararse frente a ellos, jactándose de, por fin, haber logrado la atención que él tanto anhelaba.
Un tiempo indeterminado después, Arthur está encerrado en Arkham Asylum. Se ríe después de ver toda la historia de la película en retrospectiva. Ahora Arthur está a cargo de una nueva trabajadora social y esta le pregunta que qué le parece tan gracioso, pero él replica que no entendería. Unos minutos más tarde, sale de la habitación, dejando un rastro de huellas sangrientas antes de que los camilleros lo persigan al ritmo de «That's life» de Frank Sinatra.

## Reparto

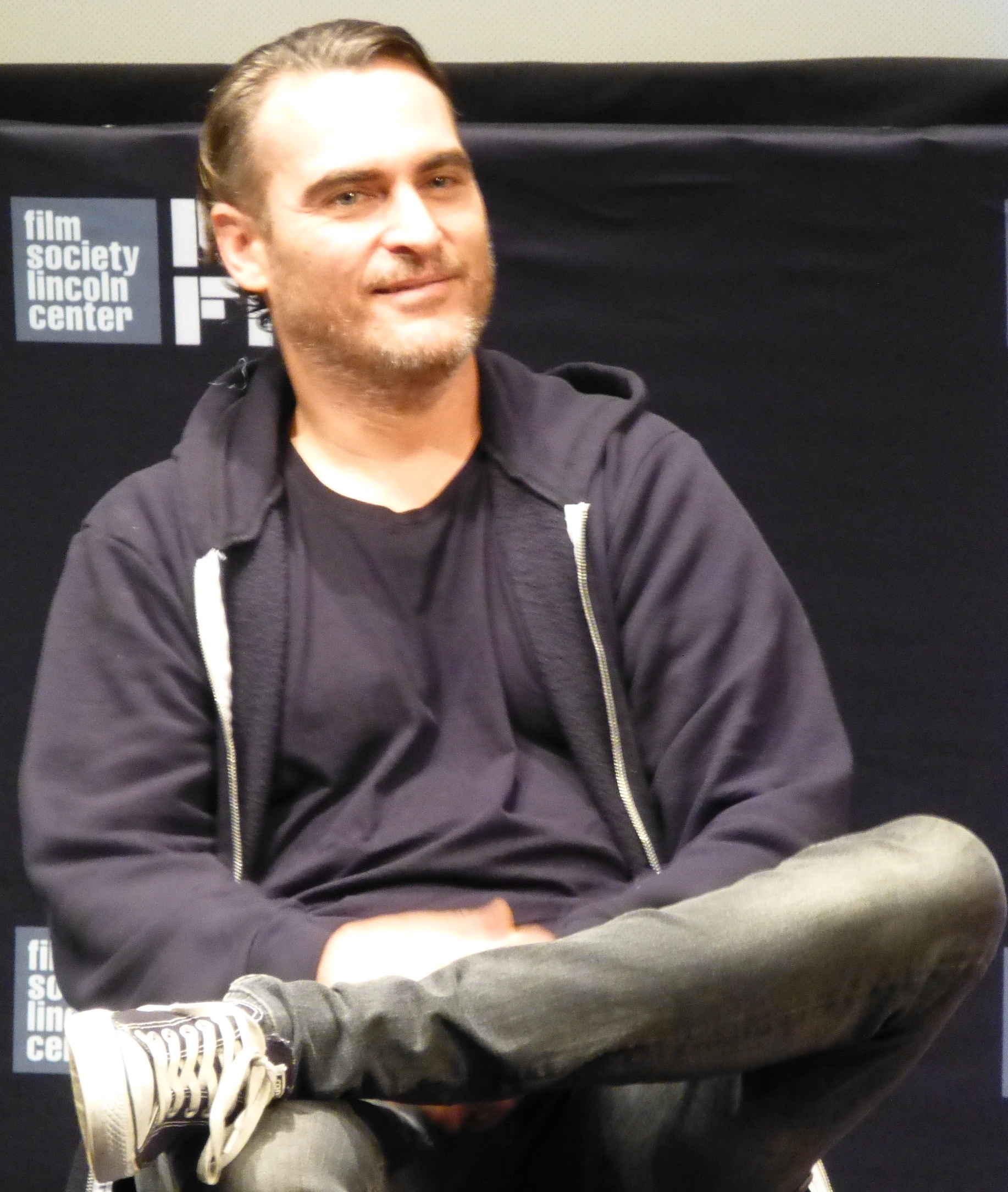
Joaquin Phoenix en 2014.

- Joaquin Phoenix como Arthur Fleck / Joker:[n. 1] Un comediante mentalmente enfermo y empobrecido que la sociedad no tiene en cuenta,[16] cuya historia de abuso hace que se convierta en un criminal nihilista.[17] Phoenix había estado interesado en un «estudio de personajes» de bajo presupuesto de un personaje de cómic, y dijo que la película «se siente única, es su propio mundo de alguna manera, y tal vez [...] podría ser la cosa. Eso te asusta más».[18] Phoenix adelgazó 24 kg para interpretar el papel,[19] y basó su risa en «videos de personas que sufren de risa patológica».[20] También trató de retratar un personaje que el público no pudiese reconocer y no buscó inspiración en actores anteriores de Joker. En cambio, leyó un libro sobre asesinatos políticos para poder entender a los asesinos y las motivaciones.[17] Phoenix cree que Fleck es el verdadero Joker;[21] sin embargo, el director Todd Phillips dijo que intencionalmente lo dejó ambiguo en cuanto a si Arthur se convierte en el Joker real como se ve en las historias tradicionales de Batman o inspira a un personaje separado.[22] A juicio de algunos críticos,[23] el personaje de Arthur Fleck tiene similitudes notorias con un anterior trabajo de Phoenix en el film The Master, de Paul Thomas Anderson.
- Robert De Niro como Murray Franklin: Un presentador de un programa de entrevistas que desempeña un papel en la caída de Arthur. De Niro dijo que su papel en Joker rinde homenaje a su personaje de El rey de la comedia (1983), Rupert Pupkin, que es un comediante obsesionado con un presentador de programas de entrevistas.[24]
- Zazie Beetz como Sophie Dumond: Una madre separada cínica y el interés amoroso de Arthur. Beetz, una «gran admiradora» de Phoenix, dijo que era «un honor» coprotagonizar la película[25] y que aprendió mucho trabajando con él en el set.[26]
- Frances Conroy como Penny Fleck: La madre de Arthur, enferma mental y físicamente, que anteriormente trabajó para Thomas Wayne. Hannah Gross encarna a Penny de joven.[27]

Además, Brett Cullen interpreta a Thomas Wayne, un filántropo multimillonario que se postula para alcalde de Gotham. A diferencia de los cómics, Thomas juega un papel en los orígenes del Joker y es menos comprensivo que las encarnaciones tradicionales. Alec Baldwin fue inicialmente elegido para el papel, pero se retiró debido a conflictos de programación. Douglas Hodge interpreta a Alfred Pennyworth, el mayordomo y cuidador de la familia Wayne, y Dante Pereira-Olson interpreta a Bruce Wayne, el hijo de Thomas, quien se convierte en el archienemigo del Joker cuando sea un adulto.
Otros miembros del reparto incluyen: Glenn Fleshler y Leigh Gill como Randall y Gary, los compañeros de trabajo como payaso de Arthur; Bill Camp y Shea Whigham como dos detectives del Departamento de Policía de Gotham City; Marc Maron como Gene Ufland, productor del programa de Franklin; Josh Pais como Hoyt Vaughn, el agente de Arthur; Brian Tyree Henry como empleado del Arkham State Hospital; Ben Warheit como banquero de Wall Street que es asesinado por Arthur en una plataforma de metro; Gary Gulman como comediante que realiza su actuación en el restaurante antes que Arthur; y Bryan Callen como Javier, un compañero de trabajo de Arthur. Justin Theroux tiene un cameo sin acreditar como Ethan Chase, un invitado famoso en el programa de Franklin.

## Producción

### Desarrollo

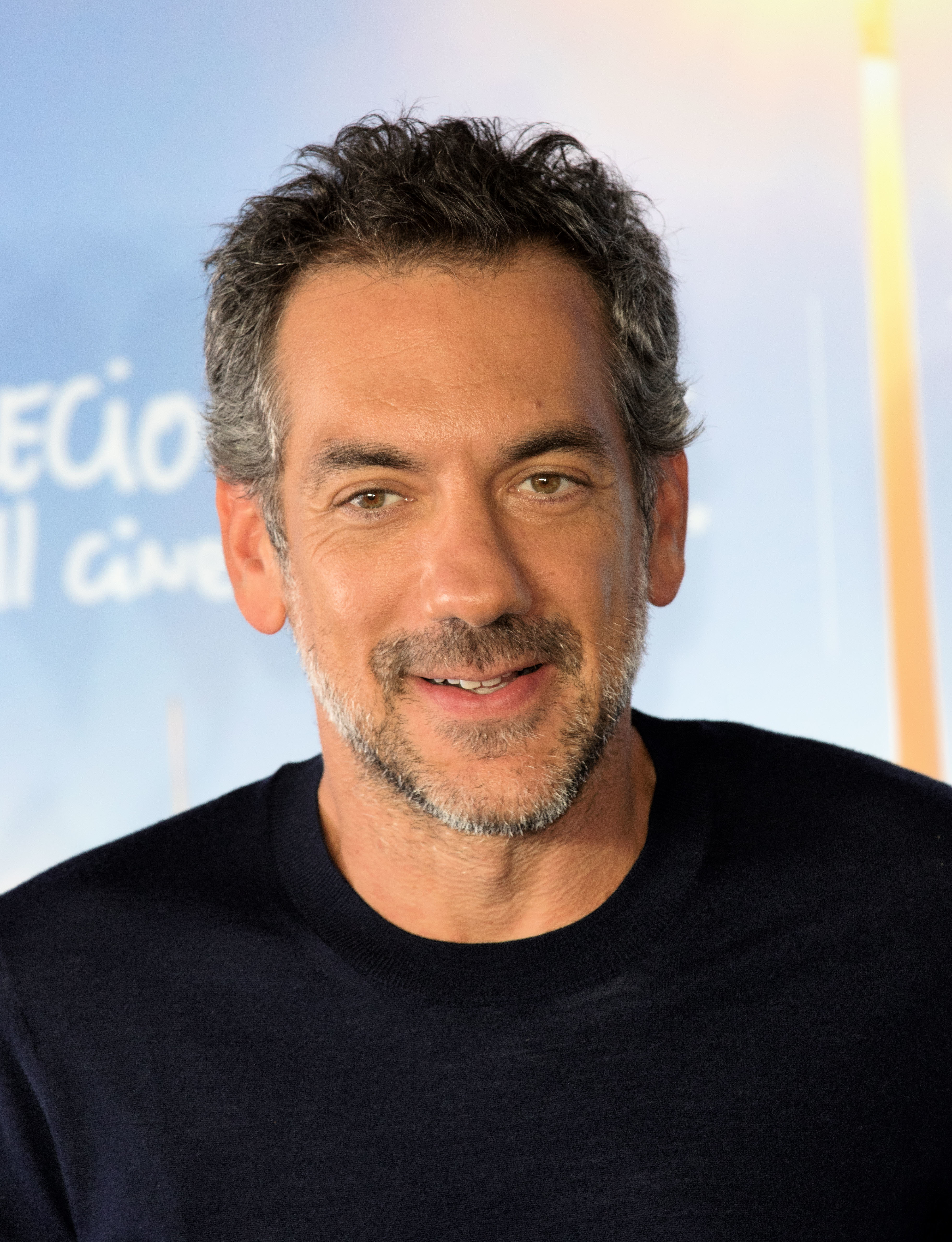
Todd Phillips, director de la película.

En 2014, a Joaquin Phoenix le interesó actuar en una película tipo «estudio de personajes» de bajo presupuesto sobre un villano de cómic como el Joker. Phoenix anteriormente se había negado a actuar en el Universo Cinematográfico de Marvel porque se le habría exigido que desempeñara los papeles que se le ofrecieron, como Doctor Strange, en múltiples películas. Sin embargo, no creía que su idea de una película debería cubrir al Joker, ya que creía que el personaje había sido representado de una manera similar antes. El agente de Phoenix sugirió una reunión con Warner Bros. pero Phoenix se negó.
Luego del exitoso lanzamiento de Wonder Woman (2017), DC Films decidió quitar el énfasis al universo compartido de DC Comics, franquicia cinematográfica basada en el Universo extendido de DC (DCEU). La presidenta de DC Entertainment, Diane Nelson, declaró: «Nuestra intención, ciertamente, es seguir adelante, usar la continuidad para ayudar a asegurar que nada sea divergente de una manera que no tenga sentido, pero no hay insistencia en una historia general o interconectividad en ese universo... Avanzando, se verá que el universo de películas de DC es un universo, pero que proviene del corazón del cineasta que los está creando». En agosto de 2017, Warner Bros. y DC Films revelaron planes para una película del Joker separada del DCEU, con Todd Phillips dirigiendo y coescribiendo con Scott Silver, y Martin Scorsese coproduciendo con Phillips. El guion se inspiró en las películas de Scorsese Taxi Driver, Raging Bull y The King of Comedy, así como en la novela gráfica de Alan Moore Batman: The Killing Joke.
Para septiembre de 2017, Warner Bros. estaba considerando que Leonardo DiCaprio encarnara al Joker, pero para febrero de 2018, Phoenix era la mejor elección de Phillips para el papel. Phoenix dijo que cuando se enteró de la película, se emocionó porque era el tipo de película que quería hacer, describiéndola como única y afirmando que no se sentía como una película de estudio típica. Tras el decepcionante desempeño financiero y crítico de  Liga de la Justicia (2017), Walter Hamada reemplazó a Jon Berg como jefe de la producción de películas con sede en DC en Warner Bros. Hamada clasificó a través de varias películas de DC en desarrollo, cancelando algunas mientras avanzaba el trabajo en otras. Se esperaba que la película de Joker comenzara a filmarse a fines de 2018, con un presupuesto de $55 millones de dólares, «una fracción» del presupuesto habitual para una película basada en cómics. El acuerdo con Phoenix se finalizó en julio de 2018. 

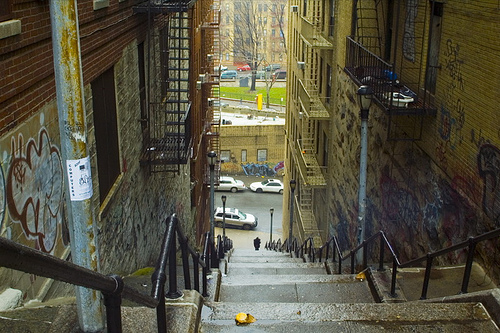
Famosas Joker Stairs que conecta las avenidas Shakespeare y Anderson en West 167th Street en la sección Highbridge de El Bronx, Nueva York.

El 10 de julio de 2018, inmediatamente después de emitirse el comunicado donde se confirmaba su participación en la cinta, Phoenix mencionó el título de la película simplemente como Joker. Warner Bros. describió la película como «una exploración de un hombre ignorado por la sociedad que no es solo un estudio de carácter arenoso, sino también un cuento de advertencia más amplio». En este punto, Scorsese dejó el proyecto debido a otras obligaciones y Emma Tillinger Koskoff lo reemplazó, aunque más tarde se reveló que aún era un productor ejecutivo. También se confirmó que la película no tendría efecto en la representación de Jared Leto del Joker en el DCEU, y se esperaba que sea la primera en una nueva serie de películas de DC que no estén relacionadas con esa franquicia. 
El mismo mes, Robert De Niro y Zazie Beetz fueron contratados para papeles secundarios. Beetz fue elegida y De Niro ingresó en negociaciones un mes después. Frances McDormand rechazó una oferta para retratar a la madre del Joker y Frances Conroy estuvo en conversaciones luego para el papel. A fines de julio, Marc Maron también se unió al reparto, y Bryan Callen se presentó como un comediante. Alec Baldwin fue designado como Thomas Wayne el 27 de agosto, pero se retiró dos días después debido a conflictos de programación. La producción comenzó el 2 de septiembre de 2018.

### Rodaje

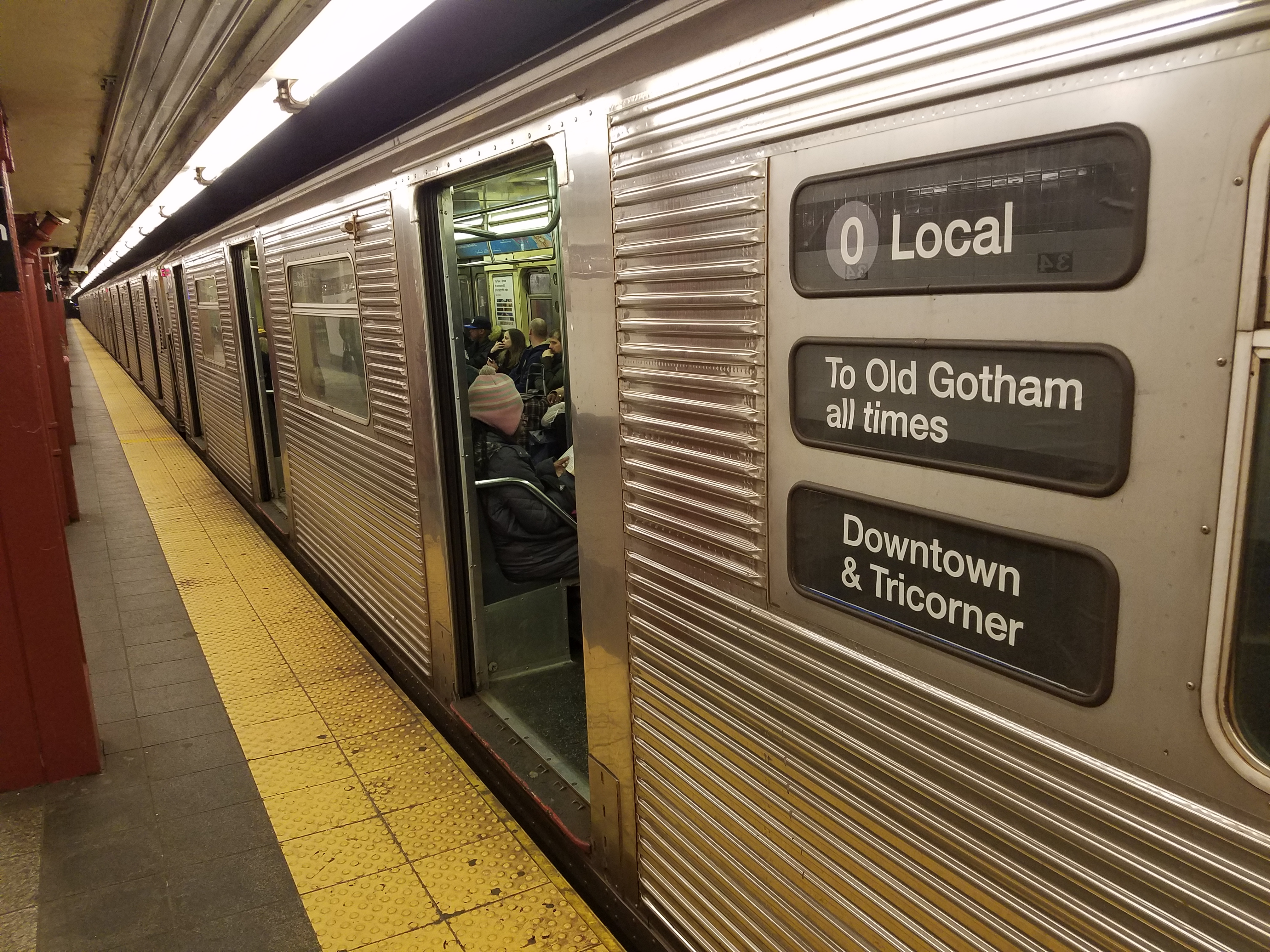
Metro de la ciudad de Nueva York con un cartel que indica la línea ficticia 0 de Gotham.

El rodaje comenzó el 10 de septiembre de 2018 en la Ciudad de Nueva York, bajo el título de trabajo Romero. Poco después de comenzar el rodaje, De Niro, Brett Cullen, Shea Whigham, Glenn Fleshler, Bill Camp, Josh Pais y Douglas Hodge se anunciaron como parte de la película, con Cullen reemplazando a Baldwin. Bradley Cooper también se unió a la película como productor. El director de fotografía fue Lawrence Sher, con quien Phillips había colaborado anteriormente para sus películas de The Hangover. El 22 de septiembre, una escena que representa una protesta violenta tuvo lugar en Brooklyn, aunque la estación se modificó para parecerse a Bedford Park Blvd. A finales de septiembre de 2018, el rodaje de las escenas de robo tuvo lugar en el First Central Savings Bank en Astoria, Queens.
La producción se trasladó a Nueva Jersey después. La filmación comenzó el 30 de septiembre y terminó en Newark Avenue, mientras que la filmación en noviembre (a partir del 9 de noviembre) terminó en Kennedy Boulevard. La filmación en Newark comenzó el 13 de octubre y duró hasta el 16 de octubre. Poco antes de que comenzara la filmación en Newark, SAG-AFTRA recibió una queja de que varios extras fueron encerrados en un vagón de metro durante más de tres horas durante el rodaje en Brooklyn, una violación de ruptura. Sin embargo, el problema se resolvió rápidamente después de que un representante visitó al conjunto. A fines de octubre, Whigham dijo que estaban en «medio» de la producción, y agregó que fue una experiencia «intensa» e «increíble». A mediados de noviembre, la filmación se había mudado a Nueva York. El rodaje terminó el 3 de diciembre de 2018.

## Estreno

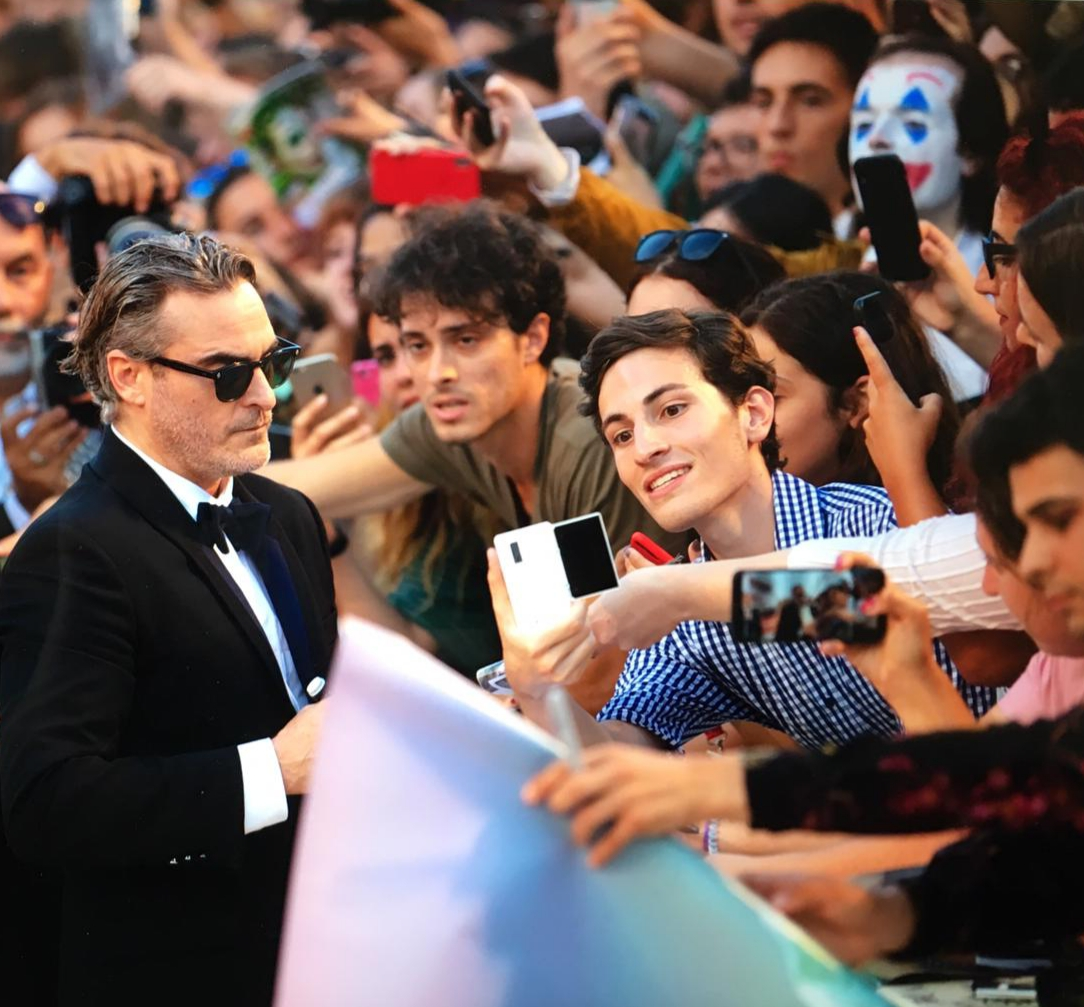
Joaquin Phoenix en el Festival de Cine de Venecia.

La película tuvo su estreno mundial el 31 de agosto de 2019 en el Festival de Cine de Venecia, en el cual ganó el León de Oro a la mejor película. Su estreno en Estados Unidos fue el 4 de octubre de 2019.
La película fue estrenada en Argentina el 3 de octubre de 2019 en 488 salas bajo distribución de Warner Bros. (South) Inc., con copias dobladas y subtituladas al castellano neutro. En Bolivia se estrenó bajo distribución de MediaWorld Bolivia en 56 salas. En Paraguay se estrenó en 42 salas con distribución de Rola S.A. En Uruguay se estrenó bajo distribución de Dispel en 40 salas.

### Marketing
El 16 de septiembre de 2018, Phillips publicó la primera imagen del personaje de Phoenix en su cuenta de Instagram. El 21 de septiembre, se lanzó un video de prueba de Phoenix con maquillaje de payaso, con la canción «Laughing» de The Guess Who acompañando el video.
El 3 de abril de 2019, se lanzó el primer tráiler de la película y el 28 de agosto el segundo.

## Música
En agosto de 2018, Hildur Guðnadóttir fue contratada para componer la partitura de la película.

## Recepción

### Taquilla

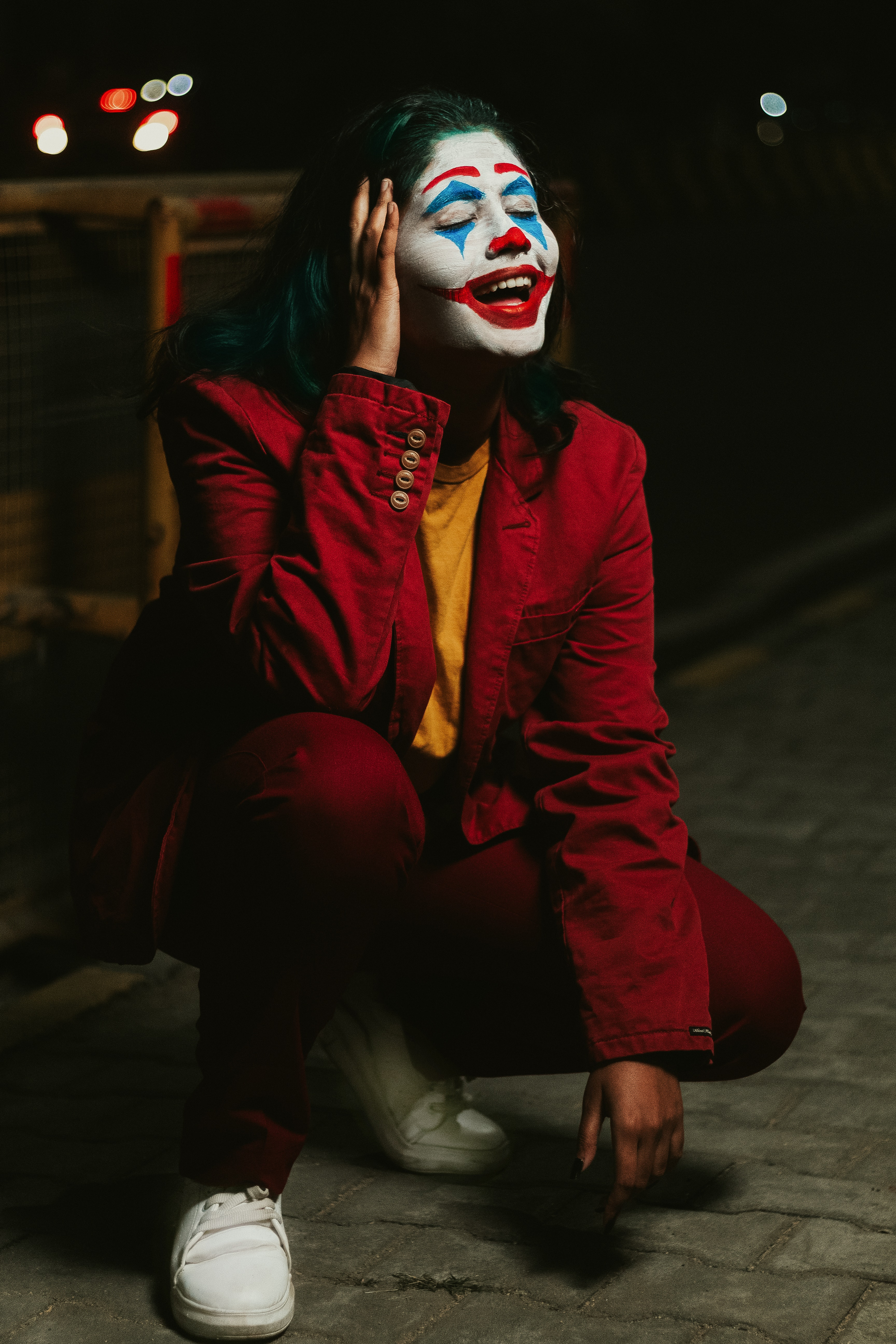
Cosplayer interpretando al Joker de Joaquin Phoenix.

Hasta el 15 de marzo de 2020 Joker ha recaudado $335.4 millones en los Estados Unidos y Canadá, y $738.8 millones en otros territorios, para un total mundial de $ $1,074.2 millones. Fue la sexta película más taquillera de 2019 y la película clasificada R con mayor recaudación de todos los tiempos, así como la primera película con clasificación R en pasar la marca de 1000 millones de dólares. En términos de presupuesto bruto, Joker es también la película más rentable basada en un cómic, debido a su pequeño presupuesto y poca disminución de ingresos semanales durante su permanencia en cartel. Deadline Hollywood estimó que generaría una ganancia de aproximadamente $464 millones al factorizar todos los gastos e ingresos.
En agosto de 2019, el analista de Box Office Mojo Shawn Robbins escribió que esperaba que Joker recaudara entre 60 y 90 millones de dólares durante su primer fin de semana en Norteamérica. Después del estreno de la película, BoxOffice predijo que Joker podría abrir a $70-95 millones a nivel nacional. Más tarde, actualizando a $85-105 millones, Robbins sugirió que podría convertirse en el primer lanzamiento de octubre en abrir a más de $100 millones y superar el récord establecido por Venom en 2018. Sin embargo, el analista sénior de medios de Comscore Paul Dergarabedian pensó que la película se abriría más cerca de $50 millones porque no es una «película típica de cómic». Tres semanas antes de su lanzamiento, el seguimiento oficial de la industria proyectó que la película debutaría en $65–80 millones, con algunas estimaciones llegando a $90 millones. La semana de su lanzamiento, Atom Tickets anunció que los totales de preventa de la película superaron a los de Venom y It Chapter Two (debut de $91.1 millones), y que Joker fue su segunda película R-rating más vendida de 2019 detrás de John Wick: Chapter 3 - Parabellum.
Joker se estrenó en 4,374 cines en América del Norte y ganó $39.9 millones en su primer día, incluidos $13.3 millones de los avances de la noche del jueves, superando los respectivos registros de octubre de Venom. Pasó a romper el récord de Venom para la mayor apertura de octubre, terminando el fin de semana con un total nacional de $96.2 millones. La película estableció récords de carrera para Phoenix, Phillips y De Niro, y fue el cuarto debut más grande para una película clasificada R de todos los tiempos. También fue la mayor apertura nacional para Warner Bros. en dos años. En su segundo fin de semana, la película cayó solo 41.8 % a $55.9 millones, quedando en primer lugar y marcando el mejor total de octubre del segundo fin de semana (superando a Gravity con $43.1 millones en 2013). Ganó $29.2 millones en su tercer fin de semana y $ 19.2 millones en el cuarto, terminando segundo detrás de Maleficent: Mistress of Evil en ambas ocasiones.
En todo el mundo, se proyectó que la película debutaría en alrededor de $155 millones, incluidos $75 millones de 73 territorios de ultramar. Ganó $5.4 millones de cuatro países en su primer día y $18.7 millones de 47 en el segundo, para un total de dos días de $24.6 millones. Luego superó en gran medida las expectativas, ganando $140.5 millones de los territorios de ultramar y un total de $234 millones en todo el mundo. Sus mercados más grandes fueron Corea del Sur (un récord de Warner Bros. $ 16.3 millones), el Reino Unido ($14.8 millones), México ($13.1 millones) y Japón ($7 millones). Con esto, se convirtió en la mayor apertura mundial para una película de octubre. Durante su segundo fin de semana, la película recaudó $ 125.7 millones adicionales en todo el mundo, y $77.9 millones en su tercera. En este punto, los analistas de la industria esperaban que Joker se convirtiera en la película R-rating más taquillera de todos los tiempos, y algunos sugieren que podría terminar su carrera con más de $1 mil millones. La película se convirtió en la película R-rating más taquillera en su cuarto fin de semana, durante el cual recaudó $47.8 millones en el extranjero, y pasó la marca del 1000 millón de dólares aproximadamente un mes en su estreno teatral.

### Crítica
Joker ha recibido críticas generalmente favorables por parte de la crítica especializada, muchas aclamando la actuación de Joaquin Phoenix como el Joker e incluso han elevado el filme al rango de «obra maestra del cine». En el agregador de revisiones Rotten Tomatoes la película posee un 69 % de aprobación con base en 512 reseñas, lo que le asigna un puntaje promedio de 7,3/10. El consenso crítico dictó: «Joker le da a su infame personaje central una historia de origen escalofriantemente plausible que sirve como un brillante escaparate para su estrella, y como una oscura evolución para el cine inspirado en los cómics».
En el sitio web Metacritic la película obtuvo un puntaje de 59 sobre 100 con base en 58 reseñas, indicando «reseñas mixtas o promedio».
Mark Hughes, de Forbes, escribió: «Un impresionante logro, decidido a encandilar a los fans del personaje y del género, así como a los espectadores que busquen una película espectacular para una audiencia adulta. [...] Una de las obras maestras del cine de superhéroes, y una de las mayores hazañas del 2019».
Mario Fernández, de Las cosas que nos hacen felices, en el SSIFF 2019, escribió: «Alarmante, alocada y violenta anarquía con un misterioso origen, que permite hacer volar la imaginación, pero que sobre todo, provoca un miedo propio y único, un miedo a lo desconocido y a la incertidumbre».
En el sitio web Imdb la película cuenta con un puntaje 8,8/10 entrando directamente como «una obra maestra de la década» en el top 250.
Brandon Davis, de Comic book, escribió: «Joker sea o no un comentario social sobre temas como la pobreza o la enfermedad mental, una nueva y misteriosa versión del villano más conocido de DC Comics, o simplemente otra pieza de cine inolvidable a la que está vinculado el productor Martin Scorsese, necesitarás ver para creerlo e, incluso entonces, es posible que aún no lo creas». Le asignó un puntaje perfecto de 5/5 estrellas al llamarle «oscura obra maestra».
El filósofo Slavoj Žižek consideró que la película Joker representa «una imagen del nihilismo oscuro destinado a despertarnos» mediante «cambios radicales». La película fue tildada por NBC News de hacer apología a la violencia y al Incel.

#### Simbolismo político e influencia en actos violentos
Gracias al involuntario impacto que, dentro de la ficción, tiene la violencia y rabia del personaje hacia su propia sociedad, durante las manifestaciones globales de 2019, el uso de la imagen del Joker como símbolo de protesta se difundió en Bolivia, Chile, Hong Kong, Argelia, Líbano, Irak, entre otros.
El 31 de octubre de 2021 un joven de 24 años vestido de Joker atacó con un cuchillo indiscriminadamente en un vagón de la línea Keiō en el área metropolitana de Tokio, dejando 17 heridos.
Es muy posible que la ausencia de ideas claramente políticas en el odio que despliega el personaje hacia la élite de Gotham City (la familia Wayne, los operadores financieros, el showbusiness) sea un factor que facilite su popularidad en las revueltas populares que no tienen una agenda ideológica articulada. No obstante, el porte de armas, el uso de un disfraz y la fascinación con la violencia acercan a Joker a posiciones de derecha populista y de izquierda radical.

## Premios y nominaciones

### Premios principales
Premios Óscar
| Categoría                     | Candidaturas                                           | Resultado  |
| ----------------------------- | ------------------------------------------------------ | ---------- |
| Mejor película                | Bradley Cooper, Emma Tillinger Koskoff y Todd Phillips | Candidata  |
| Mejor dirección               | Todd Phillips                                          | Candidato  |
| Mejor actor                   | Joaquin Phoenix                                        | Ganador    |
| Mejor guion adaptado          | Todd Phillips, Scott Silver                            | Candidatos |
| Mejor banda sonora original   | Hildur Guðnadóttir                                     | Ganadora   |
| Mejor cinematografía          | Lawrence Sher                                          | Candidato  |
| Mejor montaje                 | Jeff Groth                                             | Candidato  |
| Mejor sonido                  | Tom Ozanich, Dean Zupancic y Tod Maitland              | Candidatos |
| Mejor edición de sonido       | Alan Robert Murray                                     | Candidato  |
| Mejor diseño de vestuario     | Mark Bridges                                           | Candidato  |
| Mejor maquillaje y peluquería | Nicki Ledermann y Kay Georgiou                         | Candidatos |

Globos de Oro
| Categoría                   | Candidatos         | Resultado |
| --------------------------- | ------------------ | --------- |
| Mejor película - Drama      | Joker              | Candidata |
| Mejor actor - Drama         | Joaquin Phoenix    | Ganador   |
| Mejor director              | Todd Phillips      | Candidato |
| Mejor banda sonora original | Hildur Guðnadóttir | Ganadora  |

Critics' Choice Award
| Categoría                     | Candidatos                   | Resultado  |
| ----------------------------- | ---------------------------- | ---------- |
| Mejor película                | Joker                        | Candidata  |
| Mejor actor                   | Joaquin Phoenix              | Ganador    |
| Mejor guion adaptado          | Todd Phillips, Scott Silver  | Candidatos |
| Mejor cinematografía          | Lawrence Sher                | Candidato  |
| Mejor diseño de producción    | Mark Friedbergc y Kris Moran | Candidatos |
| Mejor peluquería y maquillaje | Joker                        | Candidata  |
| Mejor banda sonora            | Hildur Guðnadóttir           | Ganadora   |

Premios BAFTA
| Categoría                     | Candidatos                                                    | Resultado  |
| ----------------------------- | ------------------------------------------------------------- | ---------- |
| Mejor película                | Joker                                                         | Candidata  |
| Mejor director                | Todd Phillips                                                 | Candidato  |
| Mejor guion adaptado          | Todd Phillips y Scott Silver                                  | Candidatos |
| Mejor actor                   | Joaquin Phoenix                                               | Ganador    |
| Mejor música original         | Hildur Guðnadóttir                                            | Ganadora   |
| Mejor casting                 | Shayna Markowitz                                              | Ganadora   |
| Mejor fotografía              | Lawrence Sher                                                 | Candidato  |
| Mejor montaje                 | Jeff Groth                                                    | Candidato  |
| Mejor diseño de producción    | Mark Friedberg y Kris Moran                                   | Candidatos |
| Mejor maquillaje y peluquería | Kay Georgiou y Nicki Ledermann                                | Candidatos |
| Mejor sonido                  | Tod Maitland, Alan Robert Murray, Tom Ozanich y Dean Zupancic | Candidatos |

Premios Grammy
| Categoría                                     | Candidatos                                | Resultado |
| --------------------------------------------- | ----------------------------------------- | --------- |
| Mejor álbum de banda sonora para medio visual | Hildur Guðnadóttir                        | Ganadora  |
| Mejor arreglo, instrumental o a capela        | Hildur Guðnadóttir (por "Bathroom Dance") | Candidata |

Premio del Sindicato de Actores
| Categoría                                                           | Candidatos      | Resultado |
| ------------------------------------------------------------------- | --------------- | --------- |
| Mejor actor                                                         | Joaquin Phoenix | Ganador   |
| Actuación destacada de un conjunto de especialistas en una película | Joker           | Candidata |

Festival Internacional de Cine de Venecia
| Categoría                                   | Candidatos         | Resultado |
| ------------------------------------------- | ------------------ | --------- |
| León de Oro                                 | Joker              | Ganadora  |
| Soundtrack Stars Award a mejor banda sonora | Hildur Guðnadóttir | Ganadora  |
| Graffetta d'Oro a mejor película            | Joker              | Ganadora  |

### Otros reconocimientos
| Publicación | País | Premio                    | Puesto |
| ----------- | ---- | ------------------------- | ------ |
| IMDb        | EUA  | Top 10 películas del 2019 | 1      |
| AFI         | EUA  | Top 10 películas del 2019 | 5      |

| Premios                                                  | Categoría                                      | Candidatos                                     | Resultado  |
| -------------------------------------------------------- | ---------------------------------------------- | ---------------------------------------------- | ---------- |
| Premios Satellite                                        | Mejor película de drama                        | Joker                                          | Candidato  |
| Premios Satellite                                        | Mejor actor de drama                           | Joaquin Phoenix                                | Candidato  |
| Premios Satellite                                        | Mejor guion adaptado                           | Todd Phillips, Scott Silver                    | Ganador    |
| Premios Satellite                                        | Mejor banda sonora                             | Hildur Guðnadóttir                             | Ganadora   |
| Premios Satellite                                        | Mejor fotografía                               | Lawrence Sher                                  | Candidato  |
| Premios Satellite                                        | Mejores efectos visuales                       | Edwin Rivera, Mathew Giampa, Bryan Godwin      | Candidato  |
| Premios Satellite                                        | Mejor edición                                  | Jeff Groth                                     | Candidato  |
| Premios Satellite                                        | Mejor mezcla y edición de sonido               | Alan Robert Murray, Tom Ozanich, Dean Zupancic | Candidato  |
| Premios Satellite                                        | Mejor dirección de arte y diseño de producción | Mark Friedberg, Laura Ballinger                | Candidato  |
| Premios Satellite                                        | Mejor diseño de vestuario                      | Mark Bridges                                   | Candidato  |
| AFI Awards                                               | Top 10 Películas del año                       | Joker                                          | Ganador    |
| Festival Internacional de Cine de Palm Springs           | Chairman's Award                               | Joaquin Phoenix                                | Ganador    |
| Festival Camerimage                                      | Rana de Oro                                    | Joker                                          | Ganador    |
| Festival Camerimage                                      | Premio del público                             | Joker                                          | Ganador    |
| Hollywood Music in Media Awards                          | Mejor banda sonora original - Largometraje     | Hildur Guðnadóttir                             | Ganadora   |
| Hollywood Critics Association Awards                     | Mejor película                                 | Joker                                          | Candidata  |
| Hollywood Critics Association Awards                     | Mejor actor                                    | Joaquin Phoenix                                | Ganador    |
| Hollywood Critics Association Awards                     | Mejor guion adaptado                           | Scott Silver y Todd Phillips                   | Candidato  |
| Hollywood Critics Association Awards                     | Mejor fotografía                               | Lawrence Sher                                  | Candidata  |
| Hollywood Critics Association Awards                     | Mejor diseño de vestuario                      | Mark Bridges                                   | Candidato  |
| Hollywood Critics Association Awards                     | Mejor peluquería y maquillaje                  | Joker                                          | Candidata  |
| Hollywood Critics Association Awards                     | Mejor banda sonora                             | Hildur Guðnadóttir                             | Ganadora   |
| Philadelphia Film Critics Association                    | Premio Steve Friedman                          | Joker                                          | Ganador    |
| Premios Phoenix Film Critics Society                     | Mejor película                                 | Joker                                          | Ganador    |
| Premios Phoenix Film Critics Society                     | Mejor actor                                    | Joaquin Phoenix                                | Ganador    |
| Seattle Film Critics Society                             | Mejor actor                                    | Joaquin Phoenix                                | Candidato  |
| Seattle Film Critics Society                             | Mejor banda sonora original                    | Hildur Guðnadóttir                             | Candidato  |
| Seattle Film Critics Society                             | Villano del año                                | Joker, por Joaquin Phoenix                     | Candidato  |
| Southeastern Film Critics Association Awards             | Mejor actor                                    | Joaquin Phoenix                                | Candidato  |
| New Mexico Critics Awards                                | Mejor actor                                    | Joaquin Phoenix                                | Candidata  |
| New Mexico Critics Awards                                | Mejor guion adaptado                           | Joker                                          | Candidata  |
| New Mexico Critics Awards                                | Mejor edición                                  | Joker                                          | Candidata  |
| Eddie Awards (American Cinema Editors)                   | Mejor edición de película - drama              | Jeff Groth                                     | Candidato  |
| Art Directors Guild Awards                               | Mejor diseño de producción - película de época | Mark Friedberg                                 | Candidato  |
| Golden Trailer Awards                                    | Mejor teaser                                   | Joker                                          | Candidata  |
| AARP Movies for Grownups Awards                          | Elección de los lectores                       | Joker                                          | Candidato  |
| Hollywood Make-Up Artists and Hair Stylists Guild Awards | Mejor maquillaje de personaje                  | Nicki Ledermann, Tania Ribalow, Sunday Englis  | Ganadores  |
| Hollywood Make-Up Artists and Hair Stylists Guild Awards | Mejor peluquería contemporánea                 | Kay Georgiou, Vanessa Anderson                 | Candidatos |
| Society of Composer & Lyricists Awards                   | Mejor banda sonora original                    | Hildur Guðnadóttir                             | Ganadora   |
| New York Film Critics Online Awards                      | Mejor actor                                    | Joaquin Phoenix                                | Ganador    |
| New York Film Critics Online Awards                      | Top 10 películas del 2019                      | Joker                                          | Ganador    |

## Secuela
Joker estaba destinada a ser una película independiente sin secuelas, aunque Warner Bros. tiene la intención de lanzar DC Dark, una línea de películas basadas en DC Comics no relacionadas con el DCEU con material más oscuro y más experimental. Mientras Phillips dijo en agosto de 2019 que estaría interesado en hacer una secuela, dependiendo de la actuación de la película y si Phoenix está interesado, luego aclaró que "la película no está configurada para [tener] una secuela. Siempre lo presentamos como una película, y eso es todo". En octubre de 2019, Phoenix habló a Peter Travers de posiblemente retomar el papel de Arthur, centrándose en la pregunta de Travers a Phoenix si considera que Joker es su "papel soñado". Phoenix declaró: "No puedo dejar de pensar en eso...si hay algo más que podemos hacer con Joker que pudiera ser interesante", y concluyó: "No es nada que realmente quisiera hacer antes de trabajar en esta película. No sé si hay [más por hacer]... Porque parecía interminable, las posibilidades de dónde podemos ir con el personaje".
El 20 de noviembre de 2019,  The Hollywood Reporter  anunció que se estaba desarrollando una secuela, y se esperaba que Phillips, Silver y Phoenix retomaran sus funciones. Sin embargo,  Deadline Hollywood  informó el mismo día que la historia de  The Hollywood Reporter  era falsa y que las negociaciones ni siquiera habían comenzado.
A finales de mayo de 2021, se anunció que Todd Phillips estaba trabajando en el guion de «Joker 2», por lo que se confirmó la secuela, sin dar detalles de la trama.
En junio de 2022, Phillips mediante una publicación de Instagram confirmó la secuela de la película, con un vistazo del guion y en la que se puede ver a Phoenix leyendo el mismo. El vistazo del guion llevaba un aparente título de la secuela: "folie à deux", del francés "locura de dos".
En agosto de 2022 se dio a conocer que, la secuela sería estrenada el 4 de octubre de 2024, exactamente 5 años después del estreno de la primera película. Será un musical titulado "Joker: Folie à Deux", dirigida por Todd Phillips y con Lady Gaga como candidata para ser Harley Quinn.
El 14 de febrero, se dieron a conocer las primeras imágenes oficiales de Lady Gaga y Joaquin Phoenix como Harley Quinn y Jokery el 9 de abril de 2024 se presentó el primer trailer.